# Rhinolophus mehelyi
Rhinolophus mehelyi là một loài động vật có vú trong họ Dơi lá mũi, bộ Dơi. Loài này được Matschie mô tả năm 1901.

## Hình ảnh

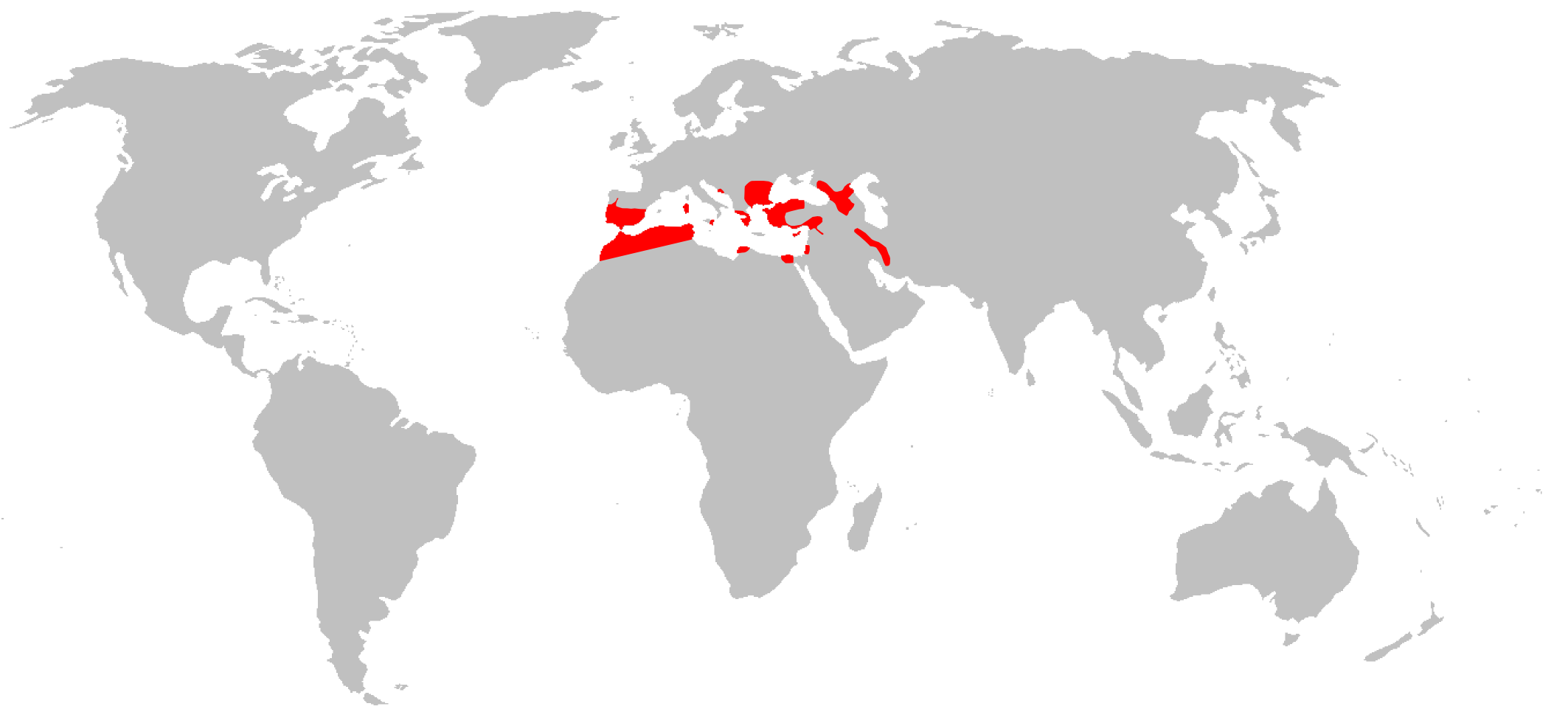
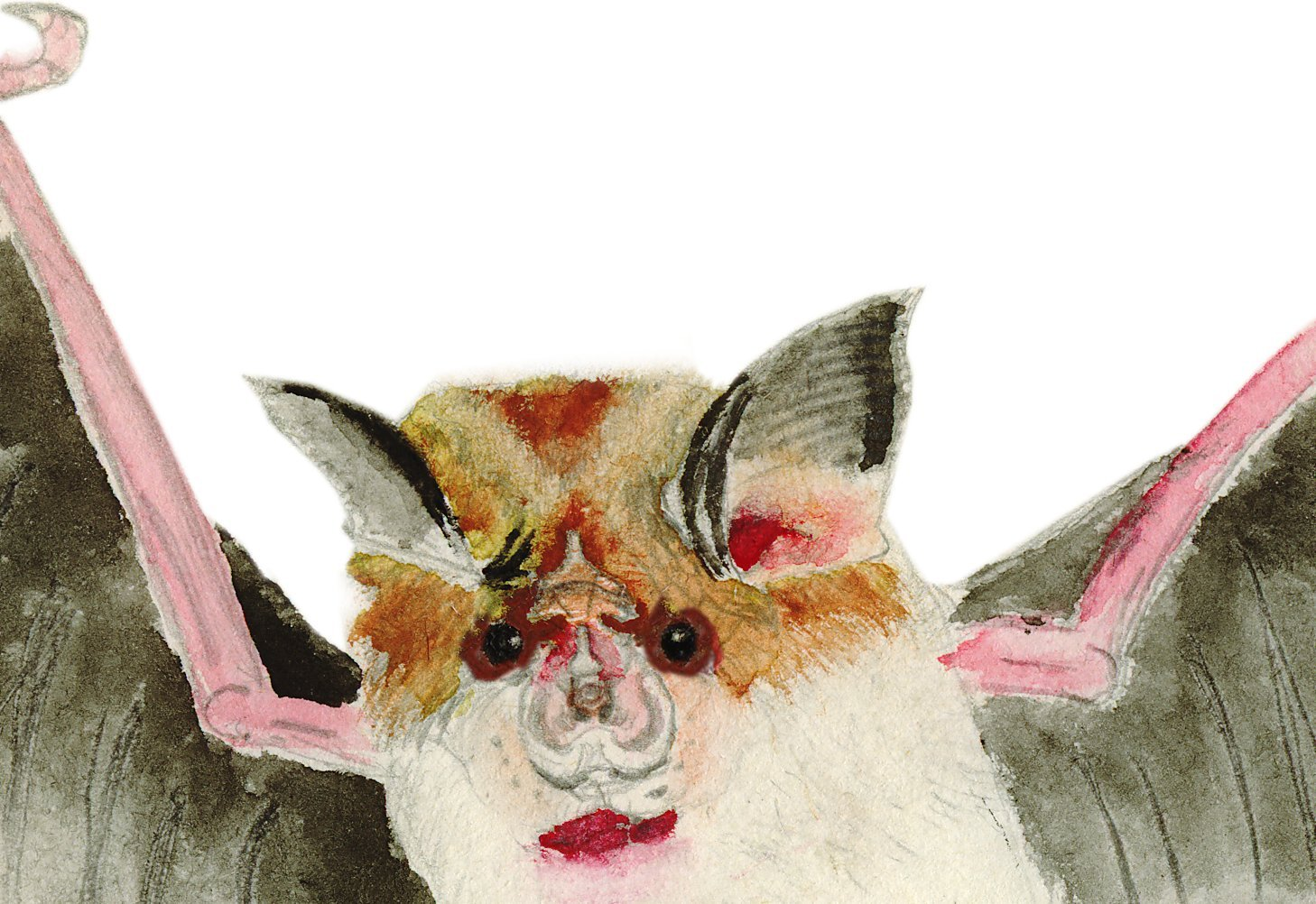
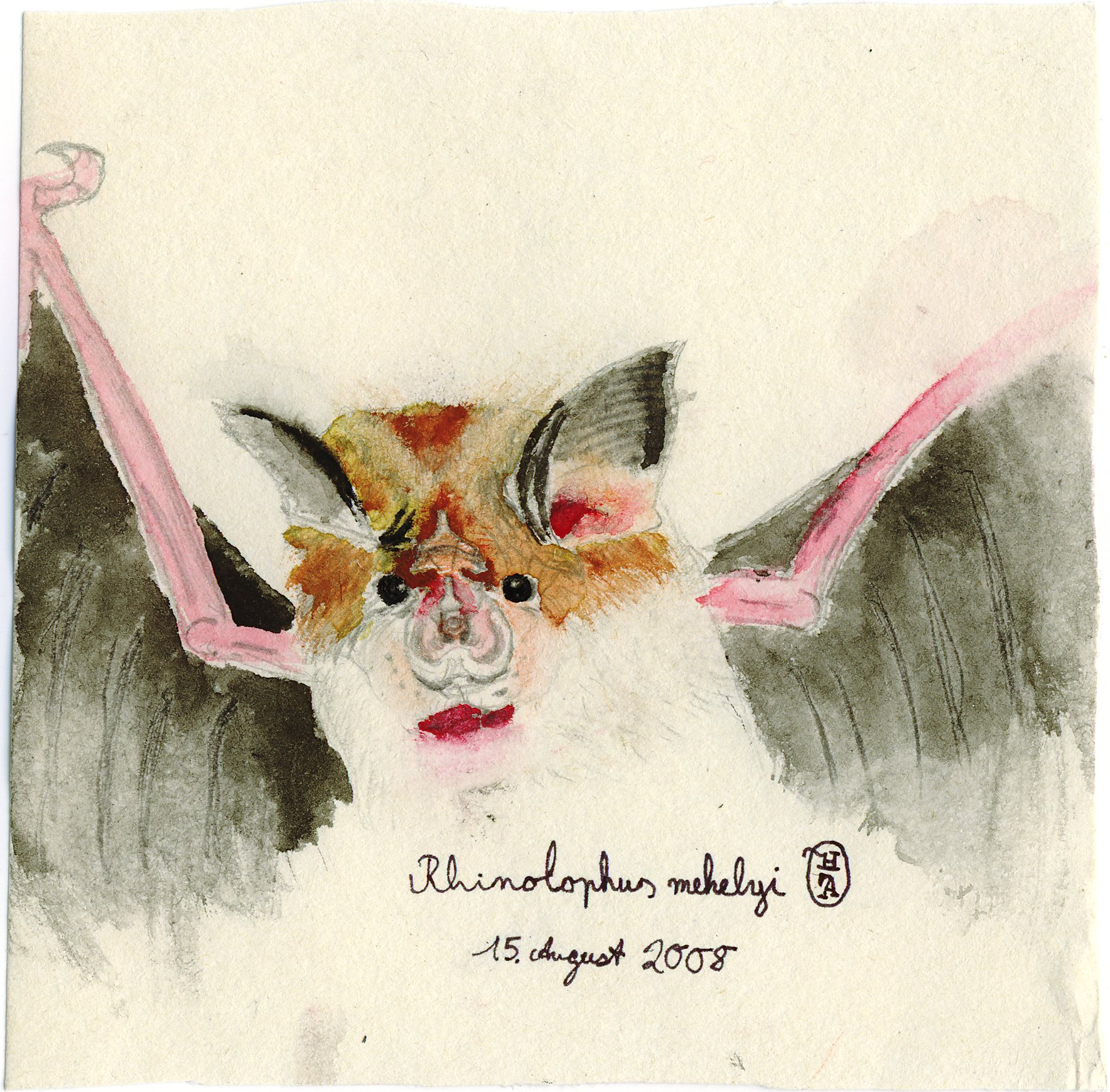